# ビリヤナ・グリゴロビッチ
ビリヤナ・グリゴロビッチ（Biljana Gligorović、1982年1月31日 - ）はクロアチアの元女子バレーボール選手。現役時代のポジションはセッター。元クロアチア代表。

## 来歴
- クラブチーム

プーラ出身。1997年、ŽOK Dubrovnikへ入団。2000年、イタリアセリエA1のVirtus Reggio Calabriaへ移籍し、2000/01シーズンのイタリアリーグ、イタリアカップで優勝、欧州チャンピオンズリーグで準優勝を果たした。2001年、CSI Clai Imolaへ移籍。2002/03シーズンはロシアリーグのFakel Novy Urengoyでプレーし、リーグ5位となる。2004/05シーズンはイタリアセリエA1のSanteramo Sportで、2005/06シーズンはMegius Volley Club Padovaでプレーした。2006/07シーズンはJogging Volley AltamuraでプレーしセリエA1リーグで6位となった。2007/08シーズンはChieri Volleyでプレーした。2008/09シーズンはOlympiacosと契約し、ギリシャリーグで準優勝を果たした。2009/10シーズンはOFA Apolloniosでプレーした。2010年、ルーマニアリーグのダイナモ・ブカレストへ移籍。2010/11シーズンのルーマニアリーグで3位した。2011/12シーズンはアゼルバイジャンリーグのVKバクーでプレーしリーグ3位となった。2012/13シーズンはギリシャリーグのIraklis Kifisiasでプレーしリーグ3位となった。2013/14シーズンはFO Vrilissiaでプレーした。2015/16シーズンから2年間はGS Ilioupolisでプレーした。2017/18シーズンはAris Thessalonikiと契約し、リーグ準優勝した。再びGS Ilioupolisでプレー、2018/19シーズンをもって現役を引退した。その後はGS Ilioupolisでアシスタントコーチとして支えた
- 代表チーム

アンダーカテゴリーの代表として1997年、U-18欧州選手権で銀メダルを獲得し大会のベストセッター賞を受賞、同年にシニアのクロアチア代表に初選出され、欧州選手権でデビュー。2000年のジュニア欧州選手権でベストセッター賞を受賞した。同年、シニアのクロアチア代表に再び選出され、シドニー五輪世界最終予選では正セッターに抜擢され、初の五輪出場権獲得に貢献した。同年9-10月のシドニー五輪に出場した。2001年、U-20世界選手権に出場し5位となった。同年、欧州選手権に出場した。2011年、欧州選手権、2012年ロンドン五輪欧州大陸予選などに出場した。

## 球歴
- オリンピック - 2000年
- 欧州選手権 - 1997年、2001年、2003年、2011年

## 受賞歴
- 1997年　U-18欧州選手権　ベストセッター賞
- 2000年　ジュニア欧州選手権　ベストセッター賞

## 所属クラブ
- ŽOK Dubrovnik（1997-2000年）
- Virtus Reggio Calabria（2000-2001年）
- CSI Clai Imola（2001-2002年）
- Fakel Novy Urengoy（2002-2003年）
- Santeramo Sport（2004-2005年）
- Megius Volley Club Padova（2005-2006年）
- Jogging Volley Altamura（2006-2007年）
- Chieri Volley（2007-2008年）
- Olympiacos（2008-2009年）
- OFA Apollonios（2009-2010年）
- ダイナモ・ブカレスト（2010-2011年）
- VKバクー（2011-2012年）
- Iraklis Kifisias（2012-2013年）
- FO Vrilissia（2013-2014年）
- GS Ilioupolis（2015-2017年）
- Aris Thessaloniki（2017-2018年）
- GS Ilioupolis（2018-2019年）